# Rischio relativo

Illustrazione di due gruppi: uno esposto al trattamento e uno non esposto. Il gruppo esposto ha un rischio minore di esiti avversi, con RR = 4/8 = 0,5. Il gruppo esposto al trattamento (a sinistra) ha un rischio dimezzato (RR = 4/8 = 0,5) di esito negativo (nero) rispetto al gruppo non esposto (a destra).

In medicina, il rischio relativo (RR) è la probabilità che un soggetto, appartenente ad un gruppo esposto a determinati fattori di rischio, sviluppi una malattia, rispetto alla probabilità che un soggetto appartenente ad un gruppo non esposto sviluppi la stessa malattia. Questo indice è utilizzato negli studi di coorte dove l'esposizione è misurata nel tempo:
{\displaystyle RR={\frac {I_{esposti}}{I_{nonesposti}}}}
dove {\displaystyle I} è l'incidenza, definita come
{\displaystyle I={\frac {\mbox{nuovi casi di malattia (o eventi) durante un periodo di tempo}}{{\mbox{persone a rischio all}}'{\mbox{inizio del periodo}}}}}
Se RR risulta uguale a 1 il fattore di rischio è ininfluente sulla comparsa della malattia; se RR è maggiore di 1 il fattore di rischio è coinvolto nel manifestarsi della malattia; se RR è minore di 1 il fattore di rischio indica una difesa dalla malattia (fattore di difesa).
Esempi di applicazione di tale formula sono gli studi riguardanti la correlazione tra il fumo e lo sviluppo di cancro al polmone, nei quali sono stati riscontrati RR > 17.
Insieme alla differenza di rischio e al rapporto di probabilità, il rischio relativo misura l'associazione tra l'esposizione e l'esito.

## Uso e significato statistico
Il rischio relativo è utilizzato nell'analisi statistica dei dati di studi ecologici, di coorte, medici e di intervento, per stimare la forza dell'associazione tra esposizioni (trattamenti o fattori di rischio) e esiti. Dal punto di vista matematico, è il tasso di incidenza dell'esito nel gruppo esposto {\displaystyle I_{e}} diviso per il tasso del gruppo non esposto {\displaystyle I_{u}}. In quanto tale, viene utilizzato per confrontare il rischio di un esito avverso quando si riceve un trattamento medico rispetto al caso in cui non sia effettuato nessun trattamento (o al placebo), o per fattori di rischio ambientali.
Ad esempio, in uno studio che esamina l'effetto del farmaco apixaban sulla comparsa di tromboembolia, l'8,8% dei pazienti trattati con placebo ha manifestato la malattia, mentre solo l'1,7% dei pazienti trattati con il farmaco l'ha manifestata: si conclude che il rischio relativo è 0,19 (1,7/8,8). In altre parole, i pazienti che hanno ricevuto apixaban avevano il 19% del rischio di malattia dei pazienti che avevano ricevuto il placebo. In questo caso, l'apixaban è un fattore protettivo piuttosto che un fattore di rischio, perché riduce il rischio della malattia.
Supponendo l'effetto causale tra l'esposizione e l'esito, i valori del rischio relativo può essere discusso come segue:
- RR = 1: significa che l'esposizione non influisce sull'esito
- RR < 1: significa che il rischio dell'esito è diminuito dall'esposizione, che è un "fattore protettivo";
- RR > 1: significa che il rischio dell'esito è aumentato dall'esposizione, che è un "fattore di rischio".

Come sempre, correlazione non significa causalità; la causalità potrebbe essere invertita, oppure entrambe potrebbero essere causate da una comune variabile confondente.
Il rischio relativo di avere il cancro quando si è in ospedale rispetto a quando si è a casa, ad esempio, sarebbe maggiore di 1, ma ciò è dovuto al fatto che avere il cancro fa sì che le persone vadano in ospedale.

## Utilizzo nella reportistica
Il rischio relativo è comunemente utilizzato per presentare i risultati di studi randomizzati controllati. Ciò può essere problematico se il rischio relativo viene presentato senza le misure assolute, come il rischio assoluto o la differenza di rischio. Nei casi in cui il tasso base del risultato è basso, i valori grandi o piccoli del rischio relativo potrebbero non tradursi in effetti significativi e l'importanza degli effetti per la salute pubblica può essere sopravvalutata. Allo stesso modo, nei casi in cui il tasso base del risultato è elevato, valori del rischio relativo vicini a 1 possono comunque produrre un effetto significativo, e i loro effetti possono essere sottovalutati. Pertanto, si raccomanda la presentazione di misure sia assolute che relative.

## Inferenza
Il rischio relativo può essere stimato in una tabella di contingenza 2x2:
|                | Gruppo      | Gruppo |
| Intervento (I) | Control (C) |        |
| -------------- | ----------- | ------ |
| Events (E)     | IE          | CE     |
| Non-eventi (N) | IN          | CN     |

La stima puntuale del rischio relativo è data da:
{\displaystyle RR={\frac {IE/(IE+IN)}{CE/(CE+CN)}}={\frac {IE(CE+CN)}{CE(IE+IN)}}.}
La distribuzione campionaria di {\displaystyle \log(RR)} approssima meglio una normale di quella di RR, con errore standard dato da:
{\displaystyle SE(\log(RR))={\sqrt {{\frac {IN}{IE(IE+IN)}}+{\frac {CN}{CE(CE+CN)}}}}.}
L'intervallo di confidenza {\displaystyle 1-\alpha } per {\displaystyle \log(RR)} è:
{\displaystyle CI_{1-\alpha }(\log(RR))=\log(RR)\pm SE(\log(RR))\times z_{\alpha },},
dove {\displaystyle z_{\alpha }} è la variabile standard per il livello di significatività prescelto. Per trovare l'intervallo di confidenza intorno a RR, i due limiti dell'intervallo sopra definito possono essere elevati a potenza.
Nell'analisi di regressione, l'esposizione è tipicamente inclusa tra le variabili di comodo insieme agli altri fattori che possono condizionare il rischio. Il rischio relativo viene solitamente calcolato per la media dei valori campione delle variabili esplicative.

## Comparazione col rapporto di probabilità

Rischio relativo vs rapporto di probabilità.

Il rischio relativo è diverso dal rapporto di probabilità, sebbene il rapporto di probabilità si avvicini asintoticamente al rischio relativo per piccole probabilità di esiti. Se IE è sostanzialmente inferiore a IN, allora IE/(IE + IN) {\displaystyle \scriptstyle \approx } IE/IN. Allo stesso modo, se CE è molto minore di CN, allora CE/(CN + CE){\displaystyle \scriptstyle \approx } CE/CN. Quindi, in presenza di una malattia rara
{\displaystyle RR={\frac {IE(CE+CN)}{CE(IE+IN)}}\approx {\frac {IE\cdot CN}{IN\cdot CE}}=OR.}
In pratica, il rapporto di probabilità è comunemente usato per gli studi caso-controllo, poiché il rischio relativo non può essere stimato.
In effetti, il rapporto di probabilità è molto più comune in statistica, poiché la regressione logistica, spesso associata a studi clinici, funziona con il logaritmo del rapporto di probabilità, ma non con il rischio relativo. Poiché la probabilità (logaritmo naturale della) di un record è stimata come una funzione lineare delle variabili esplicative, il rapporto di probabilità stimato per i soggetti di 70 e 60 anni associati al tipo di trattamento sarebbe lo stesso nei modelli di regressione logistica in cui l'esito è associato al farmaco e all'età, sebbene il rischio relativo potrebbe essere significativamente diverso.
Poiché il rischio relativo è una misura più intuitiva dell'efficacia, la distinzione è importante soprattutto in casi di probabilità medio-alte. Se l'azione A comporta un rischio del 99,9% e l'azione B un rischio del 99,0%, il rischio relativo è di poco superiore a 1, mentre le probabilità associate all'azione A sono più di 10 volte superiori alle probabilità con B.
Nella modellazione statistica, approcci come la regressione di Poisson (per il conteggio degli eventi per unità di esposizione) hanno interpretazioni di rischio relativo: l'effetto stimato di una variabile esplicativa è moltiplicativo sul tasso e quindi porta a un rischio relativo. La regressione logistica (per esiti binari, o conteggi di successi su un numero di prove) deve essere interpretata in termini di rapporto di probabilità: l'effetto di una variabile esplicativa è moltiplicativo sulle probabilità e quindi porta a un rapporto di probabilità.

## Interpretazione bayesiana
Potremmo ipotizzare una malattia rilevata da {\displaystyle D} (abbreviaizone di disease), e nessuna malattia rilevata da {\displaystyle \neg D}, un'esposizione rilevata da {\displaystyle E}, e nessuna esposizione rilevata da {\displaystyle \neg E}. Il rischio relativo può essere scritto come:
{\displaystyle RR={\frac {P(D\mid E)}{P(D\mid \neg E)}}={\frac {P(E\mid D)/P(\neg E\mid D)}{P(E)/P(\neg E)}}.}
In questo modo, il rischio relativo può essere interpretato in termini bayesiani come il rapporto posteriore dell'esposizione (cioè dopo aver visto la malattia) normalizzato dal rapporto anteriore dell'esposizione. Se il rapporto posteriore dell'esposizione è simile a quello anteriore, l'effetto è approssimativamente uguale a 1, indicando che non c'è associazione con la malattia, poiché non ha cambiato le convinzioni sull'esposizione. Se invece il rapporto posteriore dell'esposizione è minore o maggiore di quello anteriore, allora la malattia ha cambiato la visione del pericolo dell'esposizione e l'entità di questo cambiamento è il rischio relativo.

## Rischio relativo e assoluto
Il rischio assoluto (in inglese: Absolute risk, abbreviato come AR) è la probabilità che si verifichi un evento specifico.
Di solito viene utilizzato per il numero di eventi (ad es.: una malattia) che si sono verificati in un gruppo, diviso per il numero di persone in quel gruppo.
Il rischio assoluto è uno dei modi più comprensibili per comunicare i rischi per la salute al grande pubblico.
A differenza del rischio assoluto, il rischio relativo (RR) è il rapporto tra la probabilità di un esito in un gruppo esposto e la probabilità dello stesso esito in un gruppo non esposto.